# العلاقات الباهاماسية الروسية
العلاقات الباهاماسية الروسية هي العلاقات الثنائية التي تجمع بين باهاماس وروسيا.

## مقارنة بين البلدين
هذه مقارنة عامة ومرجعية للدولتين:
| وجه المقارنة                                              | باهاماس      | روسيا                                   |
| --------------------------------------------------------- | ------------ | --------------------------------------- |
| المساحة (كم2)                                             | 13.88 ألف    | 17.08 مليون                             |
| عدد السكان (نسمة)                                         | 395.36 ألف   | 146.80 مليون                            |
| الكثافة السكانية (ن./كم²)                                 | 28.48        | 8.59                                    |
| العاصمة                                                   | ناساو        | موسكو                                   |
| اللغة الرسمية                                             | لغة إنجليزية | اللغة الروسية                           |
| العملة                                                    | دولار بهامي  | روبل روسي                               |
| الناتج المحلي الإجمالي (بليون دولار)                      | 12.16 مليار  | 1.58 تريليون                            |
| الناتج المحلي الإجمالي (تعادل القوة الشرائية) بليون دولار | 8.92 مليار   | 3.69 تريليون                            |
| الناتج المحلي الإجمالي الاسمي للفرد دولار أمريكي          | 22.82 ألف    | 9.09 ألف                                |
| الناتج المحلي الإجمالي للفرد دولار أمريكي                 |              |                                         |
| مؤشر التنمية البشرية                                      | 0.790        | 0.798                                   |
| رمز المكالمات الدولي                                      | +1242        | +7                                      |
| رمز الإنترنت                                              | .bs          | .ru، .рф، .рус ‏، .su                    |
| المنطقة الزمنية                                           | 00           | Magadan Time ‏، ت ع م+02:00، ت ع م+12:00 |

## منظمات دولية مشتركة
يشترك البلدان في عضوية مجموعة من المنظمات الدولية، منها:
| علم المنظمة | اسم المنظمة                        | تاريخ انضمام باهاماس | تاريخ انضمام روسيا |
| ----------- | ---------------------------------- | -------------------- | ------------------ |
|             | مؤسسة التنمية الدولية              | 23 يونيو 2008        | 16 يونيو 1992      |
|             | مؤسسة التمويل الدولية              | 8 ديسمبر 1986        | 12 أبريل 1993      |
|             | منظمة حظر الأسلحة الكيميائية       | ?                    | ?                  |
|             | الأمم المتحدة                      | 18 سبتمبر 1973       | 24 أكتوبر 1945     |
|             | الاتحاد الدولي للاتصالات           | 19 أغسطس 1974        | 1866               |
|             | منظمة الشرطة الجنائية الدولية      | ?                    | 27 سبتمبر 1990     |
|             | البنك الدولي للإنشاء والتعمير      | 21 أغسطس 1973        | 16 يونيو 1992      |
|             | الاتحاد البريدي العالمي            | ?                    | ?                  |
|             | وكالة ضمان الاستثمار متعدد الأطراف | 4 أكتوبر 1994        | 29 ديسمبر 1992     |
|             | يونسكو                             | 23 أبريل 1981        | 21 أبريل 1954      |
|             | الفريق المعني برصد الأرض           | ?                    | ?                  |

## وصلات خارجية
- موقع وزارة الخارجية الروسية